# Henriette von Seckendorff-Gutend
Henriette Louise Mathilde Freiin von Seckendorff-Gutend (* 22. April 1819 in Obernzenn/Mittelfranken; † 25. Juni 1878 in Cannstatt) war eine deutsche Wohltäterin, „Heilerin“ und Gründerin der Villa Seckendorff in Cannstatt.

## Herkunft
Henriette von Seckendorff entstammte einem der ältesten fränkischen Adelsgeschlechter. Sie war die jüngste von acht Geschwistern. Ihre Eltern waren der Freiherr Carl Alexander Wilhelm von Seckendorff-Gutend (* 20. August 1783; † 17. Oktober 1822) und Janette von Seckendorff-Gutend (* 4. Februar 1783; † 13. Februar 1820). Henriettes Mutter verstarb bereits sechs Monate nach ihrer Geburt, ihr Vater zwei Jahre später.

## Leben
Während ihre Brüder die militärische Laufbahn einschlugen und die älteren Schwestern bei Verwandten unterkamen, blieben die beiden jüngsten Schwestern im elterlichen Schloss. Ihre Ausbildung wurde einer französischen Erzieherin anvertraut. Da ihrem Vormund, dem Bruder der verstorbenen Mutter, Ernst Carl Johann Freiherr von Seckendorff-Gutend, jedoch die französische Ausbildung missfiel, nahm er die Mädchen nach seiner Heirat in seine eigene Familie auf.
Henriette suchte bereits früh innere Klarheit und Gewissheit der Liebe Gottes, was ihr die verschiedenen Erzieher nicht vorleben konnten. Obwohl sie damals noch sehr klein war, erinnerte sie sich daran, wie der Vater sie kurz vor seinem Heimgang gesegnet hat. Mit 22 Jahren stieß sie auf ein Buch mit Liedern und Gedichten von Christoph Karl Ludwig von Pfeil, ihrem Urgroßvater. Hier fand sie den Glauben, den sie gesucht hatte.
Bald darauf übersiedelte sie nach Stuttgart. Nachdem sie verschiedene schwere Erkrankungen überstanden hatte, erwachte in ihr das Verlangen, Jesus zu dienen und durch tätige Barmherzigkeit aktiv zu werden. Sie begann dieses Vorhaben zu verwirklichen, indem sie die Bewohnerinnen des Bürgerhospitals in Stuttgart besuchte. Dort lebten arme, alte und arbeitsunfähige Frauen in sehr bescheidenen Verhältnissen. Sie versuchte, Kranken und Sterbenden die Liebe Gottes nahezubringen, indem sie ihnen aus der Bibel vorlas und für sie betete. In dieser Zeit erkrankte ihre Dienerin an heftigen Zahnschmerzen, weshalb sie Henriette von Seckendorff bat, unter Handauflegung für sie zu beten. Dieses Gebet führte tatsächlich dazu, dass das Zahnweh verschwand. Der Vorfall sollte den Grundstein für die spätere Tätigkeit von Seckendorffs legen.
Henriette von Seckendorff stand in Kontakt mit den bedeutenden Pietisten Sixt Karl Kapff, Jakob Johann Staudt und Johann Christoph Blumhardt, welche sie in ihrem seelsorgerischen Wirken unterstützten. Auch Blumhardt hatte in Möttlingen durch wunderbare Heilungen für Aufmerksamkeit gesorgt. Besuche bei ihm ließen Henriette von Seckendorff die Wirkung von Gebet im Namen Jesu erleben. Im Haus der Fabrikantengattin und Pietistin Charlotte Reihlen lernte sie Dorothea Trudel kennen, die in Männedorf in der Schweiz ihrerseits in verschiedenen Häusern Menschen durch Gebet Heilung brachte. Sie sah diese Begegnung als Gottes Führung an und zog nach Männedorf, wo sie ein Jahr lang die Arbeit von Dorothea Trudel begleitete und selbst viele Krankenbesuche machte.
Nach ihrer Rückkehr nach Stuttgart setzte sie ihre Besuche im Bürgerspital fort. Immer mehr kranke Menschen kamen mit der Bitte zu ihr, dass sie unter Handauflegung für sie beten möge. Dabei ereigneten sich immer wieder Heilungen, die sich schnell im Umkreis von Stuttgart herumsprachen. Von Seiten der Kirche wurde von Seckendorff ausgesprochen negativ bewertet, wodurch sie sich Verachtung, Anfeindungen, Spott und auch Verleumdungen ausgesetzt sah. Trotzdem strömten Hilfesuchende zu ihr. Manche fanden zeitweilig Aufnahme in ihrer Wohnung und wurden mit seelsorgerischen Gesprächen und anhaltendem Gebet betreut, ohne dabei völlig auf die Hilfe von Ärzten zu verzichten. Der große Andrang an Hilfesuchenden führte zu dem Plan, eine eigene Krankenherberge zu errichten. Im Frühjahr 1869 wurde die neu erbaute „Villa Seckendorff“ in Cannstatt eröffnet, wo in der Folgezeit viele Leidende mit unterschiedlichem kirchlichen Hintergrund Aufnahme fanden. Die Heilungen sprachen sich weit herum, sodass sogar aus dem Baltikum viele wohlhabende Hilfesuchende anreisten.
Neben den Kranken zeigten auch gesunde Menschen aus Cannstatt, Stuttgart und Umgebung Interesse an den Vorgängen in der „Villa Seckendorff“. Viele kamen an Sonntagnachmittagen in die Villa, um die Andachten der Hausmutter zu hören. Auf vielfaches Drängen veröffentlichte von Seckendorff 1875 einige ihrer Andachten unter dem Titel „Nachgeschriebene Hausandachten gehalten in der Villa Seckendorff zu Cannstatt“. Seither sind über 30 Auflagen dieses Buches erschienen.
Henriette von Seckendorff verstarb am 25. Juni 1878 nach kurzer Krankheit und wurde zwei Tage später unter großer Anteilnahme in Stuttgart beerdigt.

## Nachwirkungen
Die von Henriette von Seckendorff gegründete „Villa Seckendorff“ wurde lange als Alten- und Pflegeheim vom „Diakonissen-Mutterhaus St. Chrischona“ getragen und wird seit August 2007 in gleicher Funktion von der BruderhausDiakonie betrieben.

## Ehrung
Im NeckarPark, einem neuen Wohn- und Gewerbegebiet in Bad Cannstatt, ist eine Straße nach ihr benannt werden.

## Werke (Auswahl)
- Evangelische Glaubens-, Gebet- und Krankenlieder von Christoph Carl Ludwig von Pfeil. Stuttgart 1908.
- Hausandachten. Gießen/Basel 1953.
- Blicke auf ihn. Hausandachten in der Villa Seckendorff zu Cannstatt. Aßlar 1985.